# Motor Action FC
El Motor Action Football Club es un equipo de fútbol de Zimbabue que juega en la División 1 de Zimbabue, la segunda liga de fútbol más importante del país.

## Historia
Fue fundado en el año 2000 en la capital Harare adquiriendo la plaza que dejó vacante el desaparecido Blackpool FC. Ha sdo campeón de liga en 1 ocasión y ha ganado el Trofeo Independencia en 1 oportunidad.
A nivel internacional ha participado en 2 torneos continentales, donde su mejor participación fue en la Liga de Campeones de la CAF 2011 al superar la Ronda Preliminar.

## Palmarés
- Liga Premier de Zimbabue: 1

2010
- Trofeo Independencia de Zimbabue: 1

2005

## Participación en competiciones de la CAF
| Temporada | Torneo                       | Ronda      | Club              | Casa | Visita | Global       |
| --------- | ---------------------------- | ---------- | ----------------- | ---- | ------ | ------------ |
| 2011      | Liga de Campeones de la CAF  | Preliminar | CNaPS Sports      | 0-1  | 1-0    | 1-1 (4-3 p)  |
| 2011      | Liga de Campeones de la CAF  | 1          | ASEC Mimosas      | 0-0  | -      | 0-0 (2-4 p)1 |
| 2012      | Copa Confederación de la CAF | Preliminar | Black Leopards FC | 0-2  | 1-1    | 1-3          |

1- La serie se jugó a partido único por los graves incidentes en Costa de Marfil.

## Entrenadores
- Keagan Mumba (2006-2007)